# Venedig (Gedichtzyklus)
Venedig ist ein Gedichtzyklus von Rolf Bongs.
Der Band erschien ohne Orts- und Jahresangabe im Klein-Oktav, war handgesetzt in der Orpheus-Antiqua, gedruckt  in zweihundert nummerierten und signierten Exemplaren mit Zeichnungen von Alfred Vietze und vom Dichter selbst.  Laut der Deutschen Nationalbibliothek ist das Heft 1949 als Manuskript bei  Streckfuß gesetzt, gedruckt und verlegt worden.

## Literarische Einordnung
Der achtzehnseitige, äußerlich den Reclamheften der Nachkriegszeit nachempfundene Gedichtband steht thematisch und formal in der Tradition deutscher Venedig-Dichtung wie dem Zyklus Sonette aus Venedig (1825) von Graf August von Platen und der Novelle Tod in Venedig (1912) von Thomas Mann. Platen, Mann und Bongs stellen in ihren sehr unterschiedlichen Werken jeweils einen melancholischen deutschen Besucher in Venedig vor, der in der italienischen Stadt Erlösung von seiner Umdüsterung (Bongs: Als ein Nächtiger betrat ich Venedig. S. 5, Z. 6), aber auch erotische Erfüllung sucht, und der sie trotz kurzem inneren Aufschwung nicht findet. Manns Novelle enthält Anspielungen auf Platens Sonettzyklus; Bongs hingegen verzichtet auf intertextuelle Verweise.

## Literarische Form
Bongs verwendet freie Verse im zeitlos-klassischen Ton größtmöglicher Schlichtheit und Prägnanz. Narrative und beschwörende Passagen wechseln einander ab und gehen ineinander über. Die nach dem Zweiten Weltkrieg kurzzeitig übliche literarische Exkursionen in die Metaphysik sind ebenso vermieden wie eine Anknüpfung an den Neo-Expressionismus.

## Historische Anspielungen
So wie Platens Sonettzyklus, der auf einen Venedigaufenthalt des Dichters im Herbst 1824 zurückgeht, zahlreiche kulturpessimistische Anspielungen auf den Untergang der Republik Venedig enthält und wie Thomas Mann schon auf der ersten Seite seiner Novelle die Atmosphäre eines drohenden Krieges heraufbeschwört und seine Novelle Tod in Venedig explizit als ein décadence-Werk des Fin de siècle definiert, so ist Bongs’ Zyklus ein unter dem Eindruck des Zweiten Weltkriegs entstandenes und nach dem Krieg niedergeschriebenes Werk. Diese beiden Zeitphasen sind etwa in dem Vers Venedig dunkelte unter dem Gesetz des Krieges (S. 8, Z. 1) verschmolzen.

## Symbolik und Metaphorik
Der graue Mantel (S. 5, Z. 1), der Soldatenmantel, in der ersten Zeile genannt, verdeutlicht, dass es sich um einen Besuch während des Krieges handelt. Der Dichter nennt seinen Mantel einen Freund aus den Winternächten des Ostens (S. 5, Z. 3), er bezeichnet damit einen spezifischen historischen Moment, symbolisiert den Mantel aber gleichzeitig zu einem Zeichen der Schwermut und des  Todes.

## Literarische Bedeutung
Die Schlichtheit und Lebendigkeit dieses literarischen Werkes war angetan, das Vakuum nach dem Zweiten Weltkrieg mit einer am klassischen Erbe orientierten und doch freien Dichtung zu erfüllen. So kann die im V. Poem (S. 13, Z. 10) beschworene schwarzhaarige Schöne nicht so sehr eine Gegenfigur zu den Knaben in den Venedig-Dichtungen Platens und Manns denn als eine optimistische Allegorie der Dichtung selbst gelesen werden:
Sie aber schreitet, von Kleid und Duft
umweht, antiken Schwunges
stolz und blicklos über den Heiligen Platz.
(S. 14, Z. 1-3)